# Susana Agustí Requena
Susana Agustí Requena es una bióloga y oceanógrafa española que ha participado en más de 25 expediciones oceanográficas en los océanos Ártico, Antártico, Atlántico, Pacífico y el Índico. Jugó un papel clave en la Expedición Malaspina. Es profesora de Ciencias Marinas en la Universidad del Rey Abdalá en Arabia Saudí y profesora adjunta en la Universidad de Tromsø (Noruega).

## Educación
Agustí completó su licenciatura y doctorado, por la Universidad Autónoma de Madrid en 1989, y en la Universidad Autónoma de Barcelona en 2015.
| * Tesis en la Universidad Autónoma de Madrid (1989): La maxima biomasa fitoplanctónica importancia del tamaño celular y de las propiedades ópticas del fitoplancton en su regulación’’. - Tesis en la Universidad Autónoma de Barcelona (2015): Estudio de la hematología y la bioquímica sanguínea de las rapaces nocturnas ibéricas |

## Carrera e impacto
Agustí estudia el plancton fotosintético y el equilibrio metabólico de los océanos, con el objetivo de evaluar el impacto del cambio global en los mismos. Su investigación se ha dedicado a estudiar el efecto del calentamiento en el océano Ártico, el mar Mediterráneo y el océano Índico. En su función como investigadora del CSIC, donde trabajó desde 1992,  dirigió la primera expedición oceanográfica española al Ártico en 2007, y dirigió el proyecto Puntos de Inflexión en el Ártico sobre los efectos del cambio climático. De 2011 a 2015, fue fellow de profesorado en el Instituto de Océanos de la Universidad de Australia Occidental, y desde 2015 ha sido profesora de Ciencias Marinas en el BESE, Centro de Investigaciones del mar Rojo, Universidad del Rey Abdalá de Ciencia y Tecnología, Arabia Saudí.
También investiga el mar Rojo, en particular los efectos del incremento de temperatura del agua, y estudia los efectos de otros estresores como la radiación UV-B, los contaminantes transportados por la atmósfera al océano, y las interacciones entre estresores. Sus temas principales de investigación incluyen el cambio global, la oceanografía biológica, la ecología del fitoplancton, el metabolismo del piélago, los ecosistemas polares, las propiedades ópticas y la radiación UV, crecimiento, muerte y pérdida de células.
Ha participado en más de 25 expediciones oceanográficas en el Ártico, Antártico, Atlántico, Pacífico e Índico. En 2010, Agustí fue la Jefa Científica en una escala de la Expedición Malaspina, en la que participaban conjuntamente más de 400 científicos de 10 países. Dirigió un paquete de trabajo sobre la óptica de los océanos, el fitoplancton, metabolismo y producción.

## Obra selecta
Agustí es autora o coautora de más de cien estudios y artículos de investigación, incluyendo:
- Duarte, Carlos M., Susana Agustí, Javier Arístegui, Natalia González, and Ricardo Anadón. "Evidence for a heterotrophic subtropical northeast Atlantic." Limnology and Oceanography 46, no. 2 (2001): 425-428.
- Agustí, Susana, Susana Enríquez, Henning Frost-Christensen, Kaj Sand-Jensen, and Carlos M. Duarte. "Light harvesting among photosynthetic organisms." Functional Ecology (1994): 273-279.
- Llabrés, Moira, and Susana Agustí. "Picophytoplankton cell death induced by UV radiation: evidence for oceanic Atlantic communities." (2006).
- Agustí, Susana, and M. Carmen Sánchez. "Cell viability in natural phytoplankton communities quantified by a membrane permeability probe." (2002).
- Marbà, Núria, Carlos M. Duarte, and Susana Agustí. "Allometric scaling of plant life history." Proceedings of the National Academy of Sciences 104, no. 40 (2007): 15777-15780.
- Duarte, Carlos M., Jordi Dachs, Moira Llabrés, Patricia Alonso‐Laita, Josep M. Gasol, Antonio Tovar‐Sánchez, Sergio Sañudo‐Wilhemy, and Susana Agustí. "Aerosol inputs enhance new production in the subtropical northeast Atlantic." Journal of Geophysical Research: Biogeosciences 111, no. G4 (2006).
- Vidal, Montserrat, Carlos M. Duarte, Susana Agustí, Josep M. Gasol, and Dolors Vaqué. "Alkaline phosphatase activities in the central Atlantic Ocean indicate large areas with phosphorus deficiency." Marine Ecology Progress Series 262 (2003): 43-53.